# 陶儼
陶儼（？—？），字時莊，浙江嘉興府秀水縣人，軍籍，明朝政治人物。

## 生平
弘治八年（1495年）乙卯科浙江鄉試第八十六名舉人，正德九年（1514年）甲戌科三甲第四十八名進士。授陽信縣知縣，調江陰縣知縣、南樂縣知縣，所至有聲，升南京雲南道監察御史，嘉靖元年（1522年）任應天鄉試同考官，四年（1525年）巡按江西，五年（1526年）以事謫揚州府同知，六年（1527年）升直隸太平府知府，七年（1528年）調揚州府知府，九年（1530年）九月升河南按察司副使。

## 家族
祖父陶澤，義官；父陶楷，義官。妻姜氏（封孺人）。子陶謨，嘉靖十一年進士。